# Tornesch

Tornesch je město v zemského okresu Pinneberg v německé spolkové zemi Šlesvicko-Holštýnsko. Urbanisticky je propojen se sousedícím městem Uetersen, kromě toho sousedí s obcemi Klein Nordende, Ellerhoop, Prisdorf a Heidgraben. V roce 2013 žilo v Torneschi 12 500 obyvatel

## Geografie
Tornesch se nachází 16 km severozápadně od Hamburku. Jižní hranici katastrálního území obce tvoří řeka Pinnau a potok Bilsbek a západní hranici říčka Ohrtbrookgraben. Severovýchodní částí katastru vede dálnice A23.
K městu Tornesch patří osady Ahrenlohe, Esingen a Oha.

## Historie
Nejstarší částí Tornesche je původní ves Esingen, která patřila k nejstarším osadám v oblasti, jejichž historie sahá na pomezí 6. a 7. století.